# Корнієнко Валентин Олексійович
Валентин Олексійович Корнієнко (10 квітня 1939, Красилівка, Україна — 22 лютого 2011) — український перекладач, член Національної спілки письменників України (з 1989). Майже сорок років працював у київських видавництвах та часописах. Син українського драматурга Олекси Корнієнка.

## Життєпис
Валентин Корнієнко народився 10 квітня 1939 року в селі Красилівці Броварського району Київської області.
Після війни переїхав із батьками до м. Тернополя, де у 1956 році закінчив Тернопільську ЗОШ № 1, філологічний факультет Київського університету (1961, нині — національний університет). Вчителював у м. Тернополі.
З 1965 по 2001 рр. перекладач працював у Києві, був редактором видавництв «Дніпро», «Молодь», журналів «Україна», «Всесвіт», «Кур'єр ЮНЕСКО» та інших. Відредагував понад 200 видань художньої літератури.
Від 2001 — знову в м. Тернополі.

## Творчий доробок
У творчому доробку Валентина Корнієнка переклади творів письменників Великої Британії, Італії, Канади, Польщі, Чехії, Словаччини, США, зокрема, Джека Лондона («Революція», публіцистика),Марка Твена (оповідання), Марчелло Вентурі («Найдальша станція»), Грехема Гріна («Останній папа»), Германа Мелвілла («Біллі Бад»), Браєна Мура («Велика Вікторіанська колекція»), Берре Фенольйо («Особиста справа»), Сватоплука Зламани («Темна постать за лаштунками»), Полін Джонсон («Дві сестри», легенди), Мері О'Тара («Спійманий мустанг»), Владислава Татаркевича («Історія шести понять»), Френсіса Брета Гарта («Чоловіки місіс Скерс», новели), Пола Стюарта, Кріса Ріделла («Бурелов», «Зимові лицарі»).
Валентин Корнієнко також перекладав Марселя Пруста, Мішеля Монтеня, Ярослава Івашкевича, Стефанію Ґродзенську, Волта Вітмена, Петрарку, чеських письменників Владимира Нефа та Любомира Махачка, словачку Яну Пинкову, ірландця Шона О'Фаулейна, оприлюднив українською дослідження Богдана Кравченка «Національна свідомість в Україні XX ст.», розділи з «Історії філософії» (видавництво «Основи»), шотландську народну казку «Семидюймовець», роман у новелах Вільяма Фолкнера «Домашнє вогнище» (у співавторстві з Ростиславом Доценком) та ін.
Автор есе, літературних портретів зарубіжних та українських письменників, статей, рецензій.
Завдяки Валентинові Корнієнку світ побачили книжки Льюїса Керрола («Пригоди Аліси у Дивокраї», «Аліса у Задзеркаллі», «Аліса для малят») українською мовою.

Після виходу перекладів цих книг Іван Дзюба сказав: 
|  | Нарешті ми маємо українську Алісу, в оригінальності звучання якої видно школу Лукаша |

У співавторстві з Анатолем Перепадею написав п'єси «Імпортний жених», «Гравітатор інженера Бесага», «Поставив на диявола».
Перекладач також відбувся як редактор двотомника спогадів про Миколу Лукаша. «Робочими» мовами Корнієнка були англійська, польська, чеська.
У 2009 році в тернопільському видавництві «Богдан» побачила світ його книжка «Осіння ластівка. Вибране». Валентин Корнієнко планував перекласти «Улісс» Джеймса Джойса і написати книгу про батьків.
2010 вийшла збірка вибраних творів Валентина Корнієнка під назвою «Осіння ластівка», куди увійшли оригінальні драматичні, прозові та літературознавчі праці.

## Нагороди
- Нагороджений медаллю НСПУ «Почесна відзнака» (2009),
- лауреат премії імені Богдана Лепкого (2010).

## Вшанування пам'яті
30 вересня 2012 в Тернополі відкрили меморіальні дошки Олексі та Валентину Корнієнкам на фасаді будинку № 2 на вулиці Князя Острозького, де мешкали письменники.